# Vodní elektrárna Nymburk
Vodní elektrárna a zdymadlo v Nymburce jsou součásti vodního díla na Labi ve městě Nymburk v okrese Nymburk ve Středočeském kraji, které vzniklo v letech 1919 až 1924. Nejprve byl postaven jez, později se na pravém břehu začala stavět malá vodní elektrárna a na levém břehu plavební komora; stavební práce byly zpožděny kvůli 1. světové válce.
Podobných vodních děl, která byla vybudována v letech 1914–1924 jako součást regulace středního Labe v rámci výstavby středolabské vodní cesty je na území středních Čech 16.

## Popis
Architektonické řešení vodního díla v duchu rané moderny navrhl František Roith, který už dříve pro Nymburk navrhl i nedaleký silniční most, který byl postaven roku 1912. Na technickém řešení se podíleli i vodohospodář Ing. Josef Bartovský (1881–1955) a projektant vodních staveb Ing. Emil Zimmler (1863–1950).
Nachází se východně od historického centra města na říčním kilometru 59,009 (počítáno od Mělníka), v jednotné říční kilometráži 169,035 (počítáno od Hřenska) (169,035). Podél elektrárny, přes jez a přes plavební komoru vede přechod pro pěší, spojující pravý břeh Labe (od ulice Nad Elektrárnou a ústí Mrliny) se sportovně rekreačním areálem a parkem na Ostrově na levém břehu řeky.
Jez o výšce 2,7 m se skládá ze tří přelivných polí, která jsou široká 22 m, hrazená zdvižnými stavidly. Jednotlivá pole jsou překlenuta železobetonovou lávkou a oddělena věžovými nástavbami z pohledového betonu s plechovými helmicemi na střechách. Stavba byla zahájena roku 1914 a probíhala v letech 1915–1919.
Plavební komora je dlouhá 85 metrů a široká 12 metrů, překonává výškový rozdíl 2,7 m. Má minimální plavební hloubku 210 cm. Obojí vrata komory jsou vzpěrná, plnění komory je nepřímé, provádí se obtoky. Stavba probíhala v letech 1915–1919.

### Turbíny
Budova elektrárny byla postavena v letech 1919–1922. Technologické zařízení dodala firma Českomoravská-Kolben. Elektrárna byla uvedena do provozu v říjnu 1924 a je vybavena čtyřmi pomaloběžnými Francisovými turbínami a jednou rychloběžnou Kaplanovou turbínou.  
V letech 2008 až 2009 prošla elektrárna rekonstrukcí, při které byly vyměněny tři z Francisových turbín. Historicky cenná Kaplanova turbína (původně z poděbradské elektrárny) zůstala zachována pro zajištění energie na obsluhu elektrárny.
Celkový instalovaný výkon hydroelektrárny je 1,33 MW a ročně vyrobí elektrárna asi 9,3 GWh elektrické energie. Elektrárna má dle údajů z roku 2011 dvě Francisovy turbíny o hltnosti 20 m3/s a výkonu 320 kW, dvě Francisovy turbíny o hltnosti 12 m3/s a výkonu 256 kW a jednu Kaplanovu turbínu o hltnosti 12 m3/s a výkonu 178 kW.